# Loretta Lynn

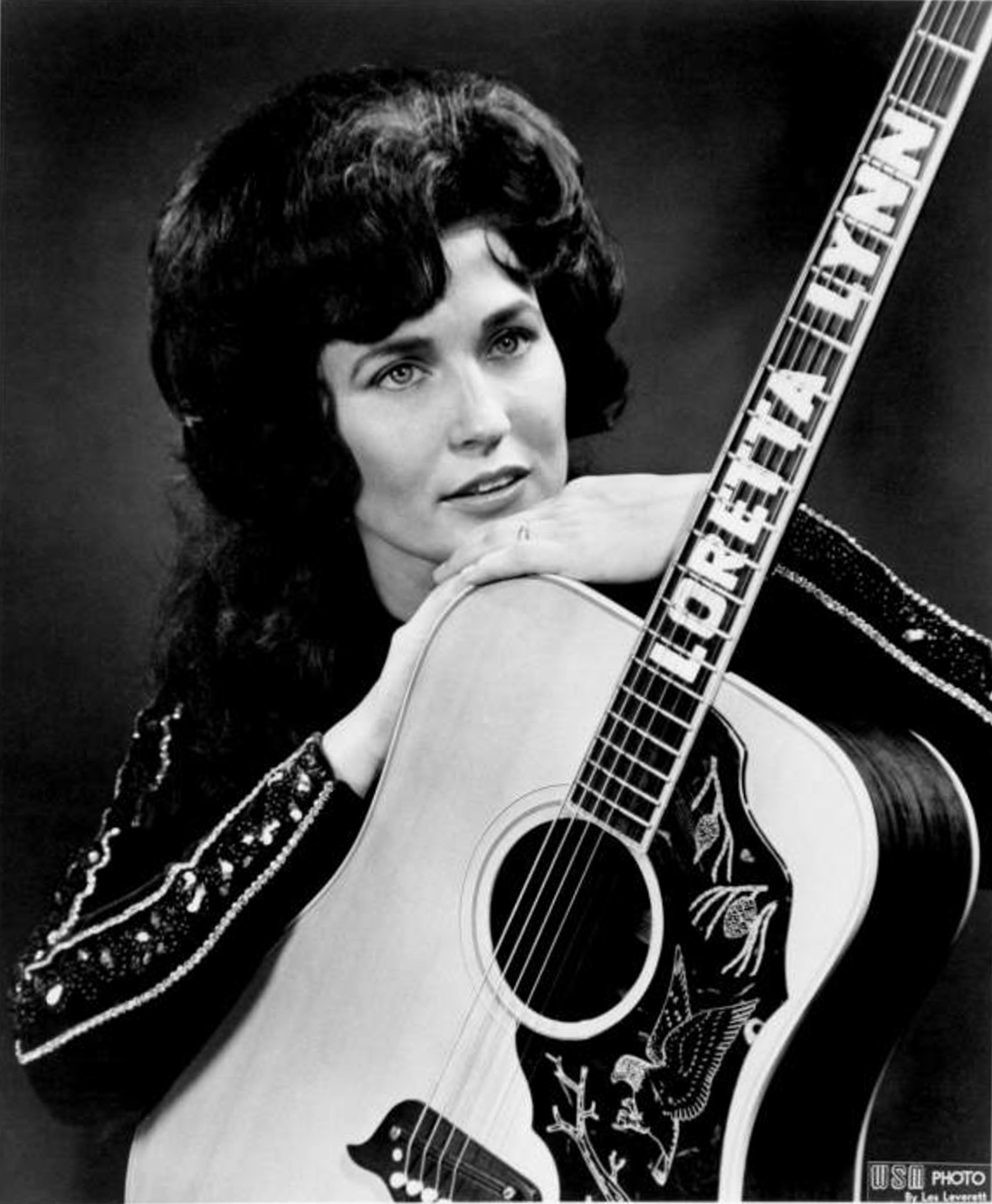
Loretta Lynn (1965)

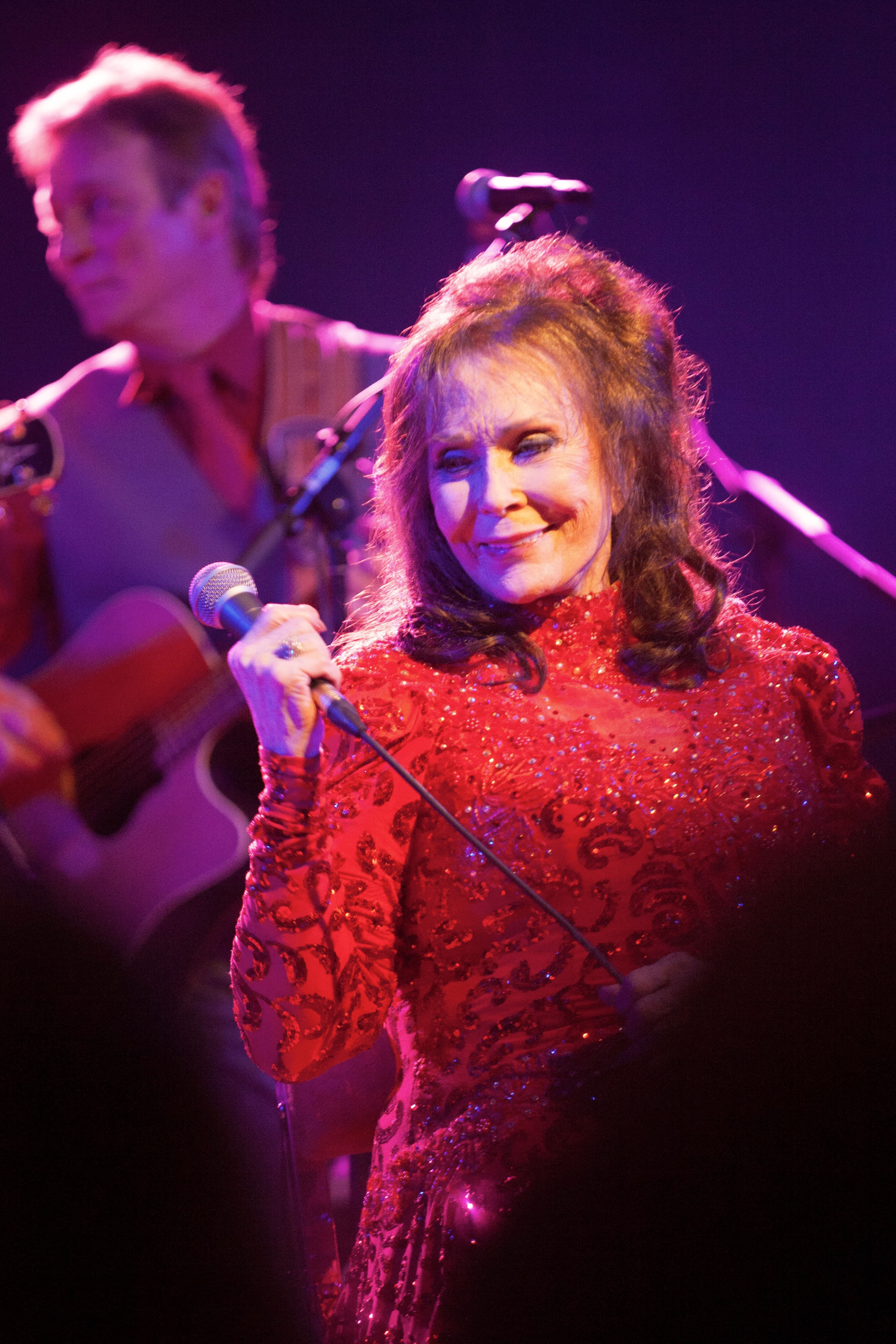
Loretta Lynn (2016)

Loretta Lynn (* 14. April 1932 als Loretta Webb in Butcher Hollow, Johnson County, Kentucky; † 4. Oktober 2022 in Hurricane Mills, Humphreys County Tennessee) war eine der erfolgreichsten und einflussreichsten US-amerikanischen Country-Sängerinnen und -Songwriter der 1960er und 1970er Jahre. Zwischen 1960 und 2000 gelangen ihr annähernd 80 Hits in den US-amerikanischen Country-Charts. Lynn wurde 18-mal für den Grammy nominiert und dreimal ausgezeichnet. Darüber hinaus wurde sie auch für ihr Lebenswerk geehrt. Laut den Gold- und Platin-Auszeichnungen der RIAA hat Lynn über 4,5 Millionen Schallplatten alleine in den USA verkauft.

## Leben

### Privatleben

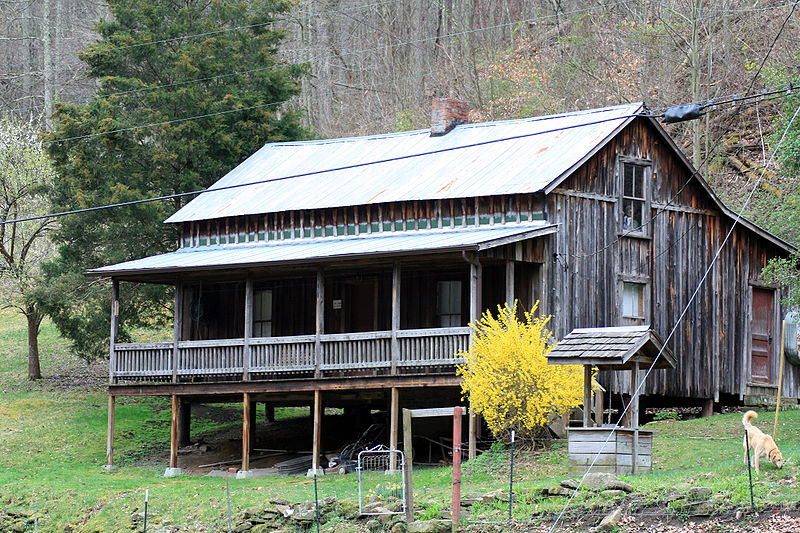
Geburtshaus in Butcher Hollow

Loretta Lynn wurde 1932 in einer dem Dorf Van Lear zugehörigen Siedlung in den Appalachen als Tochter des Bergarbeiters Ted Webb und dessen Frau Clara geboren. Am 10. Januar 1948 heiratete sie im Alter von 15 Jahren den 21-jährigen Oliver Vanetta Lynn jr., genannt „Mooney“ oder auch „Doolittle“ (* 27. August 1926 in Butcher Hollow, † 22. August 1996 in Hurricane Mills, Tennessee).
Im Bemühen, der zwangsläufigen Arbeit in den Kohlebergwerken zu entkommen, zog das Paar zunächst nach Custer, Washington. Die Lynns bekamen sechs Kinder:
- Betty Sue, * 26. November 1948, † 29. Juli 2013[7]
- Jack Benny, * 7. Dezember 1949, † 24. Juli 1984
- Ernest Ray * 27. Mai 1951
- Clara Marie (Cissie), * 7. April 1952
- Peggy Jean und Patsy Eileen (Zwillinge), * 6. August 1964

Clara Marie (Cissie) sowie die Zwillinge Peggy Jean und Patsy Eileen, die unter dem Namen The Lynns auftreten, sind ebenfalls als Country-Sängerinnen tätig. Patsy Eileen erhielt ihren Namen nach Lynns Freundin Patsy Cline, die 1963 bei einem Flugzeugabsturz ums Leben kam. Auch Lynns jüngere Schwester Crystal Gayle ist eine bekannte Country-Sängerin; beider Cousine ist die Country-Sängerin Patty Loveless.
Loretta Lynn starb im Oktober 2022 im Alter von 90 Jahren in Hurricane Mills, Tennessee.

### Karriere
In den 1950er Jahren kaufte sich Lynn eine Gitarre und begann neben der Hausarbeit und der Erziehung ihrer Kinder, ohne viel Ehrgeiz Musik zu machen. Ermutigt durch ihren Mann, spielte sie mit ihrer ersten Band, Loretta and the Trailblazers, in örtlichen Lokalen. Bald wurde ihre Musik im Lokalradio gespielt. 1959 gewann sie einen Talentwettbewerb, der im Fernsehen übertragen wurde. Nachdem er sie dort gesehen hatte, gründete der kanadische Geschäftsmann Norm Burley die Plattenfirma Zero Records und nahm Lynn dort unter Vertrag. 1960 erschien ihre Debütsingle Honky Tonk Girl bei Zero. Der Song, der aus ihrer eigenen Feder stammte, erreichte Platz 14 der Billboard Hot Country Songs. 1962 hatte sie ihren ersten Auftritt in der Grand Ole Opry. Lynn veröffentlichte 70 Alben (davon erreichten 17 Platz 1 der Charts) und hatte 27 Nummer-1-Hit-Singles. Sie schrieb mehr als 160 Songs. Ihr erster Nummer-1-Song war Don’t Come Home a Drinkin’ (With Lovin’ on Your Mind). Ab 1964 sang sie mit Ernest Tubb einige erfolgreiche Duette ein und veröffentlichte mit ihm drei LPs. 1971 begann eine noch erfolgreichere Zusammenarbeit mit Conway Twitty, die beiden etliche Preise und fünf Nummer-eins-Hits in den C&W-Charts einbrachte. 1972 bekam Lynn als erste Frau den CMA Award „Entertainer of the Year“. Die Academy of Country Music kürte Lynn in den 1970er Jahren zum „Künstler des Jahrzehnts“. 1977 wurde sie mit einem Stern auf dem Hollywood Walk of Fame geehrt.
1980 nahm sie mehrere Filme für den Soil Conservation Service auf.
Loretta Lynn verfasste zwei Autobiografien: Coal Miner’s Daughter und Still Woman Enough. Erstere wurde 1980 mit Sissy Spacek verfilmt, die dafür den Oscar als beste Hauptdarstellerin gewann. In Deutschland lief der Film unter dem Titel Nashville Lady. Ein überraschendes Comeback hatte Lynn 2004 mit dem Album Van Lear Rose (Interscope/Universal Music), das in Zusammenarbeit mit Jack White von den White Stripes entstand. 2007 brachte Lynn zusammen mit anderen Countrystars das Album Anchored in Love zu Ehren von June Carter Cash heraus, auf dem sie den Song Wildwood Flower singt. Im selben Jahr nahm sie mit Marty Stuart den Song Will You Visit Me on Sunday auf.
Ihr 50. Bühnenjubiläum im Jahr 2010 nahmen unterschiedliche Künstler zum Anlass für Tributalben. Coal Miner’s Daughter: A Tribute to Loretta Lynn enthielt Lynn-Interpretationen anderer Country-Künstler wie Miranda Lambert, Gretchen Wilson, Steve Earle, Martina McBride, Lucinda Williams und Lee Ann Womack. Eine weitere Tributveröffentlichung war das Album Butcher Holler – A Tribute to Loretta Lynn von Eilen Jewell, das eine Mischung bekannter und weniger bekannter Loretta-Lynn-Stücke enthielt. Der Rolling Stone listete Lynn 2015 auf Rang 76 der 100 größten Songwriter aller Zeiten.
Im Mai 2017 erlitt Lynn einen Schlaganfall. Nach ihrer Genesung trat sie im Oktober desselben Jahres zwar für eine Laudatio auf Alan Jackson bei dessen Aufnahme in die Country Music Hall of Fame auf, beendete jedoch ihre fast 60 Jahre umspannende Bühnenkarriere, während der sie bis zu 125-mal im Jahr aufgetreten war. Im Januar 2018 brach sie sich bei einem Sturz die Hüfte und verschob deshalb die Veröffentlichung eines geplanten neuen Albums. Es erschien schließlich nach Lynns Genesung im September 2018 und stieg auf Anhieb in die Top 10 der Country-Charts ein. Im März 2021 erschien mit Still Woman Enough ihr letztes Album.

## Diskografie
Loretta Lynns Diskografie umfasst 46 Studioalben, 15 Kompilationsalben, 88 Singles und sieben Musikvideos.

### Alben
| Jahr | Titel                                                               | Höchstplatzierung, Gesamtwochen, AuszeichnungChartplatzierungen (Jahr, Titel, Platzierungen, Wochen, Auszeichnungen, Anmerkungen) | Höchstplatzierung, Gesamtwochen, AuszeichnungChartplatzierungen (Jahr, Titel, Platzierungen, Wochen, Auszeichnungen, Anmerkungen) | Anmerkungen                                                                           |
| Jahr | Titel                                                               | US | Country | Anmerkungen                                                                           |
| ---- | ------------------------------------------------------------------- | --- | --- | ------------------------------------------------------------------------------------- |
| 1964 | Loretta Lynn Sings                                                  | — | Country2 (37 Wo.)Country |                                                                                       |
| 1964 | Before I’m Over You                                                 | — | Country11 (8 Wo.)Country |                                                                                       |
| 1965 | Songs From My Heart....                                             | — | Country8 (11 Wo.)Country |                                                                                       |
| 1965 | Blue Kentucky Girl                                                  | — | Country14 (8 Wo.)Country |                                                                                       |
| 1965 | Mr. and Mrs. Used to Be                                             | — | Country13 (11 Wo.)Country | mit Ernest Tubb                                                                       |
| 1966 | Hymns                                                               | — | Country10 (19 Wo.)Country |                                                                                       |
| 1966 | I Like ’Em Country                                                  | — | Country2 (29 Wo.)Country |                                                                                       |
| 1967 | You Ain’t Woman Enough                                              | US140 (9 Wo.)US | Country1 (37 Wo.)Country |                                                                                       |
| 1967 | Don’t Come Home A Drinkin’                                          | US80 Gold · (20 Wo.)US | Country1 (28 Wo.)Country |                                                                                       |
| 1967 | Singin’ Again                                                       | — | Country2 (15 Wo.)Country | mit Ernest Tubb                                                                       |
| 1968 | Who Said God Is Dead!                                               | — | Country44 (2 Wo.)Country |                                                                                       |
| 1968 | Singin’ With Feelin’                                                | — | Country3 (24 Wo.)Country |                                                                                       |
| 1968 | Loretta Lynn’s Greatest Hits                                        | US— GoldUS | Country6 (40 Wo.)Country |                                                                                       |
| 1968 | Fist City                                                           | — | Country1 (23 Wo.)Country |                                                                                       |
| 1969 | Your Squaw Is On The Warpath                                        | US168 (5 Wo.)US | Country2 (28 Wo.)Country |                                                                                       |
| 1969 | Woman Of The World / To Make A Man                                  | US148 (4 Wo.)US | Country2 (27 Wo.)Country |                                                                                       |
| 1970 | Wings Upon Your Horns                                               | US146 (11 Wo.)US | Country5 (23 Wo.)Country |                                                                                       |
| 1970 | Loretta Lynn Writes ’Em And Sings ’Em                               | — | Country8 (29 Wo.)Country |                                                                                       |
| 1971 | We Only Make Believe                                                | US78 Gold · (15 Wo.)US | Country3 (28 Wo.)Country | mit Conway Twitty                                                                     |
| 1971 | Coal Miner’s Daughter                                               | US81 Gold · (17 Wo.)US | Country4 (31 Wo.)Country |                                                                                       |
| 1971 | I Wanna Be Free                                                     | US110 (7 Wo.)US | Country5 (20 Wo.)Country |                                                                                       |
| 1971 | You’re Lookin’ At Country                                           | — | Country7 (23 Wo.)Country |                                                                                       |
| 1972 | Lead Me On                                                          | US106 Gold · (13 Wo.)US | Country2 (23 Wo.)Country | mit Conway Twitty                                                                     |
| 1972 | One’s On The Way                                                    | US109 (9 Wo.)US | Country3 (24 Wo.)Country |                                                                                       |
| 1972 | Here I Am Again                                                     | — | Country4 (19 Wo.)Country |                                                                                       |
| 1972 | God Bless America Again                                             | — | Country7 (17 Wo.)Country |                                                                                       |
| 1973 | Love Is The Foundation                                              | US183 (2 Wo.)US | Country1 (34 Wo.)Country |                                                                                       |
| 1973 | Entertainer Of The Year: Loretta                                    | — | Country1 (44 Wo.)Country |                                                                                       |
| 1973 | Louisiana Woman, Mississippi Man                                    | US153 (9 Wo.)US | Country1 (17 Wo.)Country | mit Conway Twitty                                                                     |
| 1973 | The Ernest Tubb / Loretta Lynn Story                                | — | Country43 (4 Wo.)Country | mit Ernest Tubb                                                                       |
| 1974 | Country Partners                                                    | — | Country1 (40 Wo.)Country | mit Conway Twitty                                                                     |
| 1974 | Loretta Lynn’s Greatest Hits, Vol. II                               | US— GoldUS | Country5 (37 Wo.)Country |                                                                                       |
| 1974 | They Don’t Make ’Em Like My Daddy                                   | — | Country6 (22 Wo.)Country |                                                                                       |
| 1975 | Back To The Country                                                 | US182 (2 Wo.)US | Country2 (23 Wo.)Country |                                                                                       |
| 1975 | Feelin’s                                                            | — | Country1 (19 Wo.)Country | mit Conway Twitty                                                                     |
| 1975 | Home                                                                | — | Country7 (12 Wo.)Country |                                                                                       |
| 1976 | When The Tingle Becomes A Chill                                     | — | Country6 (18 Wo.)Country | mit Conway Twitty                                                                     |
| 1976 | United Talent                                                       | — | Country1 (25 Wo.)Country | Erstveröffentlichung: 7. Juni 1976 mit Conway Twitty                                  |
| 1976 | Somebody Somewhere                                                  | — | Country1 (27 Wo.)Country |                                                                                       |
| 1977 | I Remember Patsy                                                    | — | Country2 (20 Wo.)Country |                                                                                       |
| 1977 | Dynamic Duo                                                         | — | Country3 (19 Wo.)Country | Erstveröffentlichung: 27. Juni 1977 mit Conway Twitty                                 |
| 1978 | Out Of My Head and Back In My Bed                                   | — | Country16 (18 Wo.)Country |                                                                                       |
| 1978 | Honky Tonk Heroes                                                   | — | Country8 (16 Wo.)Country | Erstveröffentlichung: 26. Juni 1978 mit Conway Twitty                                 |
| 1979 | We’ve Come A Long Way, Baby                                         | — | Country19 (16 Wo.)Country |                                                                                       |
| 1979 | The Very Best Of Loretta and Conway                                 | US— GoldUS | Country16 (22 Wo.)Country | Erstveröffentlichung: 15. Juli 1979 mit Conway Twitty                                 |
| 1980 | Loretta                                                             | — | Country24 (20 Wo.)Country | Erstveröffentlichung: 3. März 1980                                                    |
| 1980 | Lookin Good                                                         | — | Country17 (34 Wo.)Country | Erstveröffentlichung: 13. Oktober 1980                                                |
| 1982 | I Lie                                                               | — | Country33 (13 Wo.)Country |                                                                                       |
| 1983 | Lyin’, Cheatin’, Woman Chasin’, Honky Tonkin’, Whiskey Drinkin’ You | — | Country60 (5 Wo.)Country | Erstveröffentlichung: 30. Mai 1983                                                    |
| 1985 | Just a Woman                                                        | — | Country63 (6 Wo.)Country | Erstveröffentlichung: 22. Juli 1985                                                   |
| 1988 | Who Was That Stranger                                               | — | Country63 (9 Wo.)Country | Erstveröffentlichung: 24. Mai 1988                                                    |
| 1988 | Making Believe                                                      | — | Country62 (7 Wo.)Country | Erstveröffentlichung: 5. September 1988 mit Conway Twitty                             |
| 1993 | Honky Tonk Angels                                                   | US42 Gold · (16 Wo.)US | Country6 (24 Wo.)Country | Erstveröffentlichung: 2. November 1993 · mit Dolly Parton und Tammy Wynette; CA: Gold |
| 1997 | All Time Gospel Favorites                                           | — | Country67 (7 Wo.)Country | Erstveröffentlichung: August 1997 Charteinstieg: 2012                                 |
| 2000 | Still Country                                                       | — | Country37 (15 Wo.)Country | Erstveröffentlichung: 12. September 2000                                              |
| 2004 | Van Lear Rose                                                       | US24 (15 Wo.)US | Country2 (55 Wo.)Country | Erstveröffentlichung: 27. April 2004                                                  |
| 2010 | 50th Anniversary Collection                                         | — | Country44 (5 Wo.)Country | Erstveröffentlichung: 6. Mai 2010                                                     |
| 2011 | Icon: Loretta Lynn                                                  | — | Country58 (8 Wo.)Country | Erstveröffentlichung: 1. März 2011                                                    |
| 2015 | Hymns & Gospel Favorites                                            | — | Country48 (2 Wo.)Country | Erstveröffentlichung: 14. April 2015                                                  |
| 2016 | Full Circle                                                         | US19 (4 Wo.)US | Country4 (16 Wo.)Country | Erstveröffentlichung: 4. März 2016                                                    |
| 2016 | Christmas Time Blue                                                 | US31 (4 Wo.)US | Country26 (11 Wo.)Country | Erstveröffentlichung: 7. Oktober 2016                                                 |
| 2018 | Wouldn’t It Be Great                                                | US78 (1 Wo.)US | Country8 (2 Wo.)Country | Erstveröffentlichung: 28. September 2018                                              |
| 2021 | Still Woman Enough                                                  | US83 (1 Wo.)US | Country9 (1 Wo.)Country | Erstveröffentlichung: 19. März 2021                                                   |

Weitere Alben
- 1979: All My Best (CA: Platin)

### Singles
| Jahr | Titel Album                                                                                        | Höchstplatzierung, Gesamtwochen, AuszeichnungChartplatzierungen (Jahr, Titel, Album, Platzierungen, Wochen, Auszeichnungen, Anmerkungen) | Höchstplatzierung, Gesamtwochen, AuszeichnungChartplatzierungen (Jahr, Titel, Album, Platzierungen, Wochen, Auszeichnungen, Anmerkungen) | Anmerkungen                                                                                       |
| Jahr | Titel Album                                                                                        | US | Country | Anmerkungen                                                                                       |
| ---- | -------------------------------------------------------------------------------------------------- | --- | --- | ------------------------------------------------------------------------------------------------- |
| 1960 | I’m a Honky Tonk Girl Loretta Lynn                                                                 | — | Country14 (9 Wo.)Country |                                                                                                   |
| 1962 | Success Loretta Lynn Sings                                                                         | — | Country6 (16 Wo.)Country |                                                                                                   |
| 1964 | The Other Woman Loretta Lynn Sings                                                                 | — | Country13 (11 Wo.)Country |                                                                                                   |
| 1964 | Before I’m Over You                                                                                | — | Country4 (25 Wo.)Country |                                                                                                   |
| 1964 | Wine, Women, and Song Before I’m Over You                                                          | — | Country3 (24 Wo.)Country |                                                                                                   |
| 1964 | Happy Birthday Songs from My Heart                                                                 | — | Country3 (23 Wo.)Country |                                                                                                   |
| 1965 | Blue Kentucky Girl                                                                                 | — | Country7 (18 Wo.)Country |                                                                                                   |
| 1965 | The Home You’re Tearin’ Down I Like ’Em Country                                                    | — | Country10 (16 Wo.)Country |                                                                                                   |
| 1966 | Dear Uncle Sam I Like ’Em Country                                                                  | — | Country4 (14 Wo.)Country |                                                                                                   |
| 1966 | You Ain’t Woman Enough (To Take My Man) You Ain’t Woman Enough                                     | — | Country2 (23 Wo.)Country |                                                                                                   |
| 1966 | A Man I Hardly Know You Ain’t Woman Enough                                                         | — | Country72 (2 Wo.)Country |                                                                                                   |
| 1966 | Don’t Come Home A-Drinkin’ (With Lovin’ on Your Mind)                                              | — | Country1 (19 Wo.)Country |                                                                                                   |
| 1967 | If You’re Not Gone Too Long –                                                                      | — | Country7 (17 Wo.)Country | wiederveröffentlicht auf Legends of the Grand Ole Opry: Loretta Lynn Singing Her Early Hits Live! |
| 1967 | What Kind of a Girl (Do You Think I Am?) Fist City                                                 | — | Country5 (17 Wo.)Country |                                                                                                   |
| 1968 | Fist City                                                                                          | — | Country1 (17 Wo.)Country |                                                                                                   |
| 1968 | You’ve Just Stepped In (From Stepping Out on Me) Your Squaw Is on the Warpath                      | — | Country2 (16 Wo.)Country |                                                                                                   |
| 1968 | Your Squaw Is on the Warpath                                                                       | — | Country3 (16 Wo.)Country |                                                                                                   |
| 1969 | Wings Upon Your Horns                                                                              | — | Country11 (16 Wo.)Country |                                                                                                   |
| 1969 | To Make a Man (Feel Like a Man) Woman of the World/To Take a Man                                   | — | Country3 (15 Wo.)Country |                                                                                                   |
| 1969 | Woman of the World (Leave My World Alone) Woman of the World/To Take a Man                         | — | Country1 (16 Wo.)Country |                                                                                                   |
| 1970 | I Know How Writes ’Em and Sings ’Em                                                                | — | Country4 (14 Wo.)Country |                                                                                                   |
| 1970 | You Wanna Give Me a Lift Writes ’Em and Sings ’Em                                                  | — | Country6 (15 Wo.)Country |                                                                                                   |
| 1970 | Coal Miner’s Daughter                                                                              | US83 (4 Wo.)US | Country1 (15 Wo.)Country |                                                                                                   |
| 1971 | You’re Lookin’ at Country                                                                          | — | Country5 (16 Wo.)Country |                                                                                                   |
| 1971 | I Wanna Be Free                                                                                    | US94 (2 Wo.)US | Country3 (15 Wo.)Country |                                                                                                   |
| 1972 | Rated X Entertainer Of the Year                                                                    | — | Country1 (16 Wo.)Country |                                                                                                   |
| 1972 | Here I Am Again                                                                                    | — | Country3 (15 Wo.)Country |                                                                                                   |
| 1972 | One’s on the Way                                                                                   | — | Country1 (16 Wo.)Country |                                                                                                   |
| 1973 | Love Is the Foundation                                                                             | — | Country1 (15 Wo.)Country |                                                                                                   |
| 1973 | Hey Loretta Love Is the Foundation                                                                 | — | Country3 (16 Wo.)Country |                                                                                                   |
| 1974 | They Don’t Make ’Em Like My Daddy                                                                  | — | Country4 (15 Wo.)Country |                                                                                                   |
| 1974 | Trouble in Paradise They Don’t Make ’Em Like My Daddy                                              | — | Country1 (17 Wo.)Country |                                                                                                   |
| 1975 | Home                                                                                               | — | Country10 (14 Wo.)Country |                                                                                                   |
| 1975 | When the Tingle Becomes a Chill                                                                    | — | Country2 (14 Wo.)Country |                                                                                                   |
| 1976 | Red, White and Blue When the Tingle Becomes a Chill                                                | — | Country20 (10 Wo.)Country |                                                                                                   |
| 1976 | The Pill Back to Country                                                                           | US70 (7 Wo.)US | Country5 (12 Wo.)Country |                                                                                                   |
| 1976 | Somebody, Somewhere (Don’t Know What He’s Missin’ Tonight) Somebody, Somewhere                     | — | Country1 (17 Wo.)Country |                                                                                                   |
| 1977 | She’s Got You I Remember Patsy                                                                     | — | Country1 (17 Wo.)Country |                                                                                                   |
| 1977 | Why Can’t He Be You I Remember Patsy                                                               | — | Country7 (13 Wo.)Country |                                                                                                   |
| 1977 | Out of My Head and Back in My Bed                                                                  | — | Country1 (15 Wo.)Country |                                                                                                   |
| 1978 | Spring Fever Out of My Head and Back in My Bed                                                     | — | Country12 (11 Wo.)Country |                                                                                                   |
| 1978 | We’ve Come a Long Way, Baby                                                                        | — | Country10 (13 Wo.)Country |                                                                                                   |
| 1979 | I Can’t Feel You Anymore We’ve Come a Long Way, Baby                                               | — | Country3 (14 Wo.)Country |                                                                                                   |
| 1979 | I’ve Got a Picture of Us on My Mind Loretta                                                        | — | Country5 (14 Wo.)Country |                                                                                                   |
| 1980 | Pregnant Again Loretta                                                                             | — | Country35 (8 Wo.)Country |                                                                                                   |
| 1980 | Naked in the Rain Loretta                                                                          | — | Country30 (11 Wo.)Country |                                                                                                   |
| 1980 | Cheatin’ on a Cheater Lookin’ Good                                                                 | — | Country20 (13 Wo.)Country |                                                                                                   |
| 1981 | Somebody Led Me Away Lookin’ Good                                                                  | — | Country20 (12 Wo.)Country |                                                                                                   |
| 1982 | I Lie                                                                                              | — | Country9 (19 Wo.)Country |                                                                                                   |
| 1982 | Making Love from Memory                                                                            | — | Country19 (16 Wo.)Country |                                                                                                   |
| 1983 | Breakin’ It/There’s All Kinds of Smoke (In the Barroom) Making Love From Memory                    | — | Country39 (12 Wo.)Country |                                                                                                   |
| 1983 | Lyin’, Cheatin’, Woman Chasin’, Honky Tonkin’, Whiskey Drinkin’ You Lyin’, Cheatin’, Woman Chasin’ | — | — |                                                                                                   |
| 1983 | Walking with My Memories Lyin’, Cheatin’, Woman Chasin’                                            | — | — |                                                                                                   |
| 1985 | Heart Don’t Do This to Me Just a Woman                                                             | — | Country19 (18 Wo.)Country |                                                                                                   |
| 1985 | Wouldn’t It Be Great Just a Woman                                                                  | — | Country72 (5 Wo.)Country |                                                                                                   |
| 1986 | Just a Woman                                                                                       | — | Country81 (5 Wo.)Country |                                                                                                   |
| 1988 | Who Was That Stranger                                                                              | — | Country57 (12 Wo.)Country |                                                                                                   |
| 1988 | Fly Away Who Was That Stranger                                                                     | — | — |                                                                                                   |
| 2000 | Country in My Genes Still Country                                                                  | — | Country72 (1 Wo.)Country |                                                                                                   |
| 2000 | I Can’t Hear the Music Still Country                                                               | — | — |                                                                                                   |
| 2001 | Table for Two Still Country                                                                        | — | — |                                                                                                   |
| 2004 | Miss Being Mrs. Van Lear Rose                                                                      | — | — |                                                                                                   |
| 2004 | Portland, Oregon Van Lear Rose                                                                     | — | — | mit Jack White                                                                                    |
| 2010 | Coal Miner’s Daughter                                                                              | — | Country55 (1 Wo.)Country | mit Sheryl Crow und Miranda Lambert                                                               |

### Kollaborationen
Mit Ernest Tubb

| Jahr | Titel Album                                                   | Höchstplatzierung, Gesamtwochen, AuszeichnungChartplatzierungen (Jahr, Titel, Album, Platzierungen, Wochen, Auszeichnungen, Anmerkungen) | Höchstplatzierung, Gesamtwochen, AuszeichnungChartplatzierungen (Jahr, Titel, Album, Platzierungen, Wochen, Auszeichnungen, Anmerkungen) | Anmerkungen |
| Jahr | Titel Album                                                   | US | Country | Anmerkungen |
| ---- | ------------------------------------------------------------- | --- | --- | ----------- |
| 1964 | Mr. and Mrs. Used to Be                                       | — | Country11 (23 Wo.)Country |             |
| 1965 | Our Hearts Are Holding Hands Mr. and Mrs. Used to Be          | — | Country24 (11 Wo.)Country |             |
| 1967 | Sweet Thang Loretta Lynn & Ernest Tubb Singin’ Again          | — | Country45 (9 Wo.)Country |             |
| 1969 | Who’s Gonna Take the Garbage Out If We Put Our Heads Together | — | Country18 (10 Wo.)Country |             |
| 1969 | If We Put Our Heads Together                                  | — | — |             |

Mit Conway Twitty

| Jahr | Titel Album                                                          | Höchstplatzierung, Gesamtwochen, AuszeichnungChartplatzierungen (Jahr, Titel, Album, Platzierungen, Wochen, Auszeichnungen, Anmerkungen) | Höchstplatzierung, Gesamtwochen, AuszeichnungChartplatzierungen (Jahr, Titel, Album, Platzierungen, Wochen, Auszeichnungen, Anmerkungen) | Anmerkungen |
| Jahr | Titel Album                                                          | US | Country | Anmerkungen |
| ---- | -------------------------------------------------------------------- | --- | --- | ----------- |
| 1971 | After the Fire Is Gone We Only Make Believe                          | US56 (6 Wo.)US | Country1 (14 Wo.)Country |             |
| 1971 | Lead Me On                                                           | — | Country1 (17 Wo.)Country |             |
| 1973 | Louisiana Woman, Mississippi Man                                     | US— GoldUS | Country1 (14 Wo.)Country |             |
| 1974 | As Soon as I Hang Up the Phone Country Partners                      | — | Country1 (15 Wo.)Country |             |
| 1975 | Feelin’s                                                             | — | Country1 (16 Wo.)Country |             |
| 1976 | The Letter United Talent                                             | — | Country3 (12 Wo.)Country |             |
| 1977 | I Can’t Love You Enough Dynamic Duo                                  | — | Country2 (14 Wo.)Country |             |
| 1978 | From Seven Till Ten/You’re The Reason Our Kids Are Honky Tonk Heroes | — | Country6 (11 Wo.)Country |             |
| 1979 | You Know Just What I’d Do/The Sadness Of It All Diamond Duet         | — | Country9 (14 Wo.)Country |             |
| 1980 | It’s True Love Diamond Duet                                          | — | Country5 (15 Wo.)Country |             |
| 1981 | Lovin’ What You’re Love Does to Me Two’s a Party                     | — | Country7 (15 Wo.)Country |             |
| 1981 | I Still Believe in Waltzes Two’s a Party                             | — | Country2 (18 Wo.)Country |             |
| 1988 | Makin’ Believe                                                       | — | — |             |

Mit Dolly Parton und Tammy Wynette

| Jahr | Titel Album                                                | Höchstplatzierung, Gesamtwochen, AuszeichnungChartplatzierungen (Jahr, Titel, Album, Platzierungen, Wochen, Auszeichnungen, Anmerkungen) | Höchstplatzierung, Gesamtwochen, AuszeichnungChartplatzierungen (Jahr, Titel, Album, Platzierungen, Wochen, Auszeichnungen, Anmerkungen) | Anmerkungen     |
| Jahr | Titel Album                                                | US | Country | Anmerkungen     |
| ---- | ---------------------------------------------------------- | --- | --- | --------------- |
| 1993 | Silver Threads and Golden Needles Honky Tonk Angels        | — | Country68 (2 Wo.)Country |                 |
| 1994 | It Wasn’t God Who Made Honky Tonk Angels Honky Tonk Angels | — | — | mit Kitty Wells |

## Auszeichnungen
| Jahr | Auszeichnung                             | Kategorie                                                                          |
| ---- | ---------------------------------------- | ---------------------------------------------------------------------------------- |
| 1967 | Country Music Association                | Female Vocalist of the Year                                                        |
| 1967 | Music City News Country                  | Female Artist of the Year                                                          |
| 1968 | Music City News Country                  | Female Artist of the Year                                                          |
| 1969 | Music City News Country                  | Female Artist of the Year                                                          |
| 1970 | Music City News Country                  | Female Artist of the Year                                                          |
| 1971 | Academy of Country Music                 | Top Female Vocalist                                                                |
| 1971 | Academy of Country Music                 | Top Vocal Duet für After the Fire Is Gone (mit Conway Twitty)                      |
| 1971 | Grammy Awards                            | Best Country Performance Gesangsduo für After the Fire Is Gone (mit Conway Twitty) |
| 1971 | Music City News Country                  | Female Artist of the Year                                                          |
| 1971 | Music City News Country                  | Vocal Duet of the Year für After the Fire Is Gone (mit Conway Twitty)              |
| 1972 | Country Music Association                | Entertainer of the Year                                                            |
| 1972 | Country Music Association                | Female Vocalist of the Year                                                        |
| 1972 | Country Music Association                | Vocal Duo of the Year (mit Conway Twitty)                                          |
| 1972 | Music City News Country                  | Female Artist of the Year                                                          |
| 1972 | Music City News Country                  | Vocal Duet of the Year (mit Conway Twitty)                                         |
| 1973 | Academy of Country Music                 | Top Female Vocalist                                                                |
| 1973 | Country Music Association                | Female Vocalist of the Year                                                        |
| 1973 | Country Music Association                | Vocal Duo of the Year (mit Conway Twitty)                                          |
| 1973 | Music City News Country                  | Female Artist of the Year                                                          |
| 1973 | Music City News Country                  | Vocal Duet of the Year (mit Conway Twitty)                                         |
| 1974 | Academy of Country Music                 | Top Female Vocalist                                                                |
| 1974 | Academy of Country Music                 | Top Vocal Duet (mit Conway Twitty)                                                 |
| 1974 | Country Music Association                | Vocal Duo of the Year (mit Conway Twitty)                                          |
| 1974 | Music City News Country                  | Female Artist of the Year                                                          |
| 1974 | Music City News Country                  | Vocal Duet of the Year (mit Conway Twitty)                                         |
| 1975 | Academy of Country Music                 | Top Album of the Year                                                              |
| 1975 | Academy of Country Music                 | Entertainer of the Year                                                            |
| 1975 | Academy of Country Music                 | Top Female Vocalist                                                                |
| 1975 | Academy of Country Music                 | Top Vocal Duet (mit Conway Twitty)                                                 |
| 1975 | Academy of Country Music                 | Favorite Country Band, Duo, or Group (mit Conway Twitty)                           |
| 1976 | Academy of Country Music                 | Top Vocal Duet                                                                     |
| 1976 | Music City News Country                  | Female Artist of the Year                                                          |
| 1976 | Music City News Country                  | Album of the Year                                                                  |
| 1976 | Music City News Country                  | Vocal Duet of the Year (mit Conway Twitty)                                         |
| 1977 | American Music Awards                    | Favorite Female Country Artist                                                     |
| 1977 | American Music Awards                    | Favorite Country Band, Duo, or Group (mit Conway Twitty)                           |
| 1977 | Music City News Country                  | Female Artist of the Year                                                          |
| 1977 | Music City News Country                  | Vocal Duet of the Year (mit Conway Twitty)                                         |
| 1978 | American Music Awards                    | Favorite Female Artist                                                             |
| 1978 | American Music Awards                    | Favorite Country Band, Duo, or Group (mit Conway Twitty)                           |
| 1978 | Music City News Country                  | Female Artist of the Year                                                          |
| 1978 | Music City News Country                  | Vocal Duet of the Year (mit Conway Twitty)                                         |
| 1980 | Music City News Country                  | Female Artist of the Year                                                          |
| 1980 | Music City News Country                  | Vocal Duet of the Year (mit Conway Twitty)                                         |
| 1981 | Music City News Country                  | Vocal Duet of the Year (mit Conway Twitty)                                         |
| 1986 | Music City News Country                  | Living Legend Award                                                                |
| 1988 | Country Music Hall of Fame               | Aufnahme in die Country Music Hall of Fame                                         |
| 1997 | Grammy Awards                            | Hall of Fame Awards                                                                |
| 2001 | VH1’s 100 Greatest Women of Rock & Roll  | Platz 65                                                                           |
| 2002 | CMT’s 40 Greatest Women of Country Music | Platz 3                                                                            |
| 2004 | Grammy Awards                            | Best Country Album für Van Lear Rose                                               |
| 2004 | Grammy Awards                            | Best Country Collaboration Gesang (mit Jack White)                                 |
| 2005 | CMT Awards                               | Johnny Cash Visionary Award                                                        |